# Đại học California tại Santa Barbara
Đại học California, Santa Barbara (thường gọi là UC Santa Barbara hay UCSB) là một trường đại học công và là một trong 10 trường của hệ thống Đại học California. Khu trường sở chính tọa lạc trên khu vực rộng 1.022 mẫu Anh (414 ha) gần Isla Vista, California, Hoa Kỳ, 8 dặm (13 km) từ Santa Barbara và 100 dặm (160 km) tây bắc Los Angeles. Trường có nguồn gốc nguồn gốc từ năm 1891 với tư cách là một trường cao đẳng sư phạm độc lập, UCSB đã tham gia vào hệ thống Đại học California vào năm 1944 và là cơ sở giáo dục phổ thông thứ ba trong hệ thống. California có tất cả ba hệ thống các cơ sở giáo dục đại học công lập: Hệ thống Viện Đại học California (University of California), hệ thống Viện Đại học California State (California State University), và hệ thống Trường Đại học Cộng đồng California (California Community Colleges).
Viện đại học đầu tiên thuộc hệ thống này là UC Berkeley được thành lập năm 1868. Viện đại học thứ mười và là viện đại học mới nhất là UC Merced khai giảng năm 2005. Hầu hết các viện đại học thành viên của UC đều có hai bậc đào tạo là đại học và sau đại học, ngoại trừ UC San Francisco chỉ đào tạo sau đại học chuyên ngành y. Sáu trong mười viện đại học thuộc hệ thống này nằm trong nhóm 50 viện đại học tốt nhất Hoa Kỳ, trong đó UC Berkeley được xếp là viện đại học công lập tốt nhất.
UCSB là một trong những trường đại học của Hoa Kỳ Public Ivy, công nhận các trường đại học nghiên cứu hàng đầu của Hoa Kỳ. Trường đại học này là một trường đại học toàn diện về tiến sĩ và được tổ chức thành 5 trường cao đẳng và đại học với 87 bậc đại học và 55 bằng sau đại học. UCSB được xếp hạng 30 trong số các "Đại học Quốc gia", thứ 5 trong số các trường đại học công lập Hoa Kỳ và thứ 28 trong số các trường đại học toàn cầu tốt nhất theo xếp hạng năm 2019 của U.S. News & World Report. Trường cũng được xếp hạng 48 thế giới trong xếp hạng 2016-17 của Times Higher Education World University Rankings và thứ 45 thế giới theo xếp hạng của Academic Ranking of World Universities in 2017.
UC Santa Barbara là một trường đại học nghiên cứu "rất cao" với mười hai trung tâm nghiên cứu quốc gia, including the renowned Kavli Institute for Theoretical Physics và Trung tâm Điều khiển, Hệ thống Động lực và Điện toán (CCDC-UCSB). Hiện khoa UCSB có sáu người đoạt giải Nobel, một người đoạt giải Fields, 39 thành viên của Viện Hàn lâm Khoa học Quốc gia Hoa Kỳ, 27 thành viên của Học viện Kỹ thuật Quốc gia, và 34 thành viên của Học viện Khoa học và Nghệ thuật Hoa Kỳ. UCSB là chủ nhà số 3 trên ARPAnet và đã được bầu chọn vào Hiệp hội Các trường đại học Hoa Kỳ năm 1995.